# روس باين
روس باين (بالإنجليزية: Ross Bain)‏ هو لاعب غولف بريطاني، ولد في 25 نوفمبر 1975 في دنفيرملين في المملكة المتحدة.

## وصلات خارجية
- روس باين على موقع رابطة أوروبا للاعبي الغولف المحترفين (الإنجليزية)
- روس باين على موقع رابطة اليابان للاعبي الغولف المحترفين (الإنجليزية)